# Mănăstirea Ordinului lui Hristos

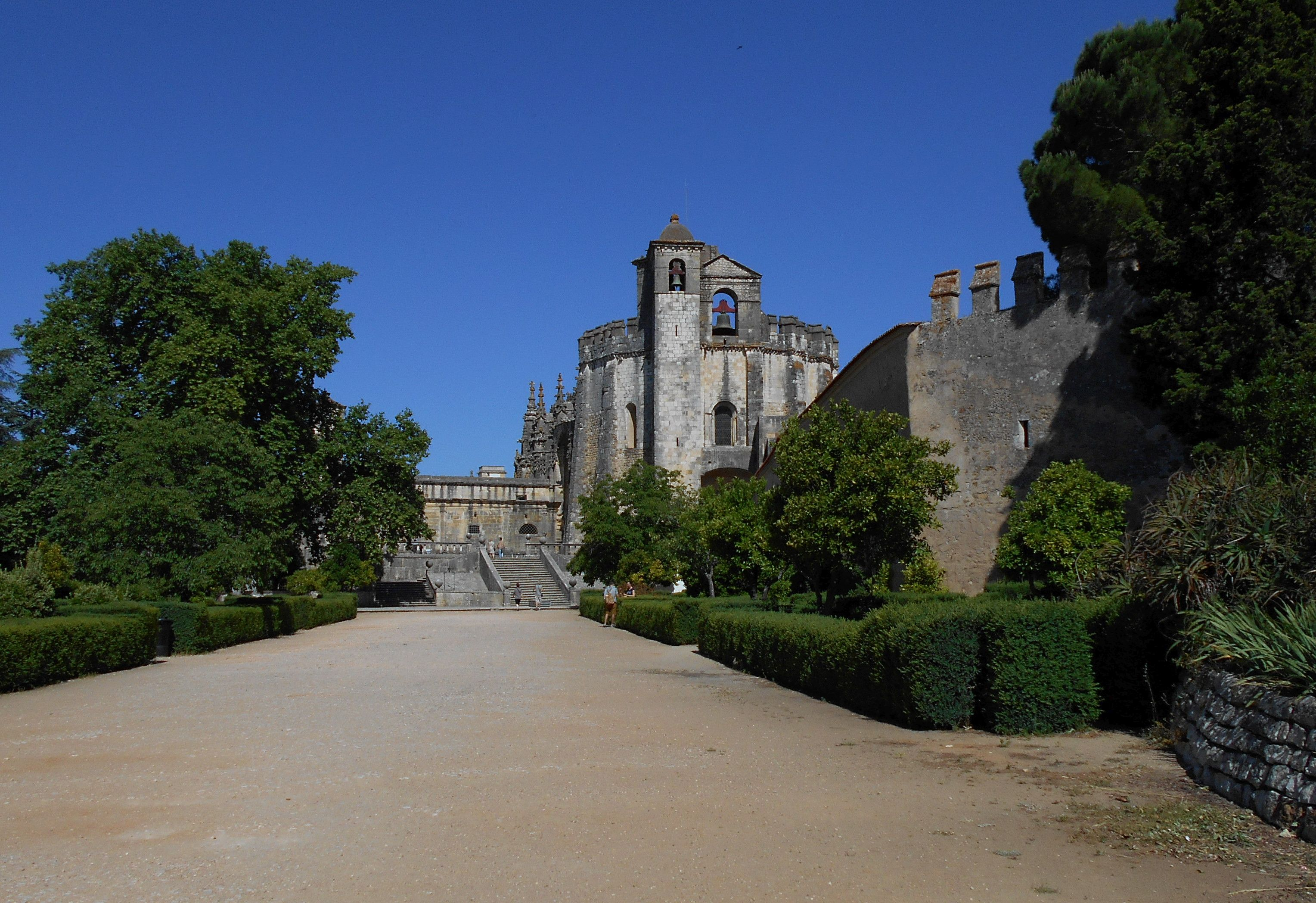

Mănăstirea Ordinului lui Hristos (în portugheză Convento de Cristo) este un complex de clădiri cu funcțiuni religioase construit în orașul Tomar, Portugalia, în secolul al XII-lea ce a fost la origine o fortăreață a Ordinului Templierilor. 
După dizolvarea Ordinului Cavalerilor Templieri în secolul al XIV-lea, ramura portugheză a Ordinului s-a transformat în Ordinul Cavalerilor lui Hristos și a sprijinit întreaga campanie de descoperiri maritime ale Portugaliei secolului al XV-lea. 
Încă din 1983, Mănăstirea Ordinului lui Hristos se află pe lista patrimoniului mondial al UNESCO.

## Cetatea Ordinului Cavalerilor Templieri
Cetatea Ordinului Cavalerilor Templieri din Tomar a fost ctitorită  de Gualdim Pais, Maestru Provincial (Balliv), în jurul anului 1160. Mai târziu cetatea va deveni sediul central al Templierilor în Portugalia, aceasta făcând parte din sistemul defensiv construit de Templieri pentru a securiza, împotriva maurilor, granița nou înființatului Regat Creștin, care la acea dată, mijlocul secolului al XII-lea, corespundea, în mare, cursului râului Tagus.
Faimoasa Biserică Rotundă din incinta cetății din Tomar a fost de asemenea construită în a doua jumătate a secolului al XII-lea. Biserica, la fel ca multe alte biserici ale Ordinului de pe cuprinsul Europei, a fost proiectată având ca sursă de inspirație Domul Stâncii din Ierusalim, care a fost considerat de către cruciați a fi o rămășiță  a Templului lui Solomon, și Biserica Sfântului Mormânt din Ierusalim. 
Conform cronicarilor creștini, Cetatea Tomar a rezistat în 1190 atacurilor Califului Abu Yusuf al - Mansur, care cucerise  anterior alte cetăți portugheze în sud. O placă comemorativă  lângă biserica cetății amintește această faptă de vitejie. Biserica Rotundă (Rotunda sau Charola) a fost construită în stil Romanic.
Ordinul Cavalerilor Templieri a fost suprimat pe întreg cuprinsul Europei din 1312 până în 1314, excepție făcând Portugalia, unde cavalerii și bunurile au fost transferate Ordinului lui Hristos înființat în 1319 de către Regele Dinis. În 1357 Cetatea din Tomar devine  sediul central al Ordinului lui Hristos.
Unul din cei mai de seamă Mari Maeștri ai Ordinului lui Hristos a fost Infantele Henrique (cunoscut și drept Henric Navigatorul) ce a condus Ordinul din 1417 până la moartea sa în 1460. Acesta a finanțat, cu mare parte din fondurile Ordinului lui Hristos, toate expedițiile sale, acestea reprezentând cel mai mare impuls în dezvoltarea Regatului în Era Explorărilor. Tot el a ordonat extinderea mânăstirii cu mai multe claustre ale căror portice au fost ornate cu simboluri templiere și ulterior manueline. În centrul claustrului lui Don João III (fost Claustro dos Felipes) se află o fântână a cărei bază este o cruce templieră.
Ordinul lui Hristos, prin Marele Maestru Infante Henrique, a finanțat o serie de îmbunătățiri aduse tramei urbanistice a orașului Tomar.
O altă personalitate ce și-a lăsat amprenta pe Ordinul lui Hristos a fost Regele Manuel I, care a devenit Mare Maestru al Ordinului în anul 1484 și Rege al Portugaliei în 1492. Sub conducerea sa s-au adus câteva din cele mai importante îmbunătățiri Mânăstirii, în special noul naos adosat bisericii împreună cu picturile și sculpturile interioare.
În 1510, Regele Manuel I ordonă reconstrucția naosului gotic al lui Henric în stilul arhitectural al timpului, un amestec decorativ de calitate între stilul gotic târziu și stilul renascentist ce avea să fie cunoscut ulterior ca stilul Manuelin. Angajați ca arhitecți au fost portughezul Diogo de Arruda și spaniolul João de Castilho.
Succesorul lui Manuel I, Regele Ion al III-lea, a demilitarizat Ordinul, transformând-ul într-un ordin în mare parte religios ce avea un codex bazat pe cel al lui Bernard de Clairvaux. De asemenea a ctitorit un nou claustru în 1557, claustru ce este cel mai bun exemplu de arhitectură Renascentistă din Portugalia.
În 1581, după o criză succesorală, nobilimea portugheză s-a reunit în Mânăstirea lui Hristos din Tomar și l-a recunoscut oficial pe Philip II al Spaniei (Philip I al Portugaliei) drept Rege. Acesta este începutul Uniuni Iberice (1581–1640), în timpul căreia Regatul Portugaliei și cel al Spaniei au fost unite. Apeductul mânăstirii a fost construit în timpul conducerii spaniole.
Cetatea și mânăstirea conțin unele din cele mai de preț exemple de arhitectură Romanică, Gotică, Manuelină și Renascentistă.
Construită în 1160, într-o locație strategică, pe creasta unui deal și lângă râul Nabão, cetatea avea un zid exterior defensiv și o citadelă (alcáçova) ce conținea la rândul ei un donjon. Donjonul, un turn central ce avea atât funcțiuni rezidențiale cât și defensive, a fost introdus în Portugalia de către Templieri, iar cel din Tomar este cel mai vechi din țară. O altă noutate introdusă în arhitectura militară din Portugalia de către Templieri (deprinsă în decenii de lupte în Normandia și Britania) sunt turnurile de apărare de formă rotundă construite în zidurile exterioare, turnuri ce erau mult mai rezistente la atacuri decât cele rectangulare. Când orașul a luat ființă, majoritatea locuitorilor săi trăiau în locuințe aflate în incinta zidului exterior al cetății.
Biserica rotundă în stil romanic, a fost construită la jumătatea celui de al XII-lea secol de către cavalerii Templieri. Din exterior biserica se prezintă ca o structură poligonală cu șaisprezece laturi, cu contraforți puternici, ferestre rotunde și o clopotniță. La interior biserica prezintă o structură centrală, octogonală legată de galeria înconjurătoare printr-o suită de arce. Forma generală a bisericii este inspirată din alte structuri rotunde în plan cum ar fi: Moscheea lui Omar și Biserica Sfântului Mormânt, ambele aflate în Ierusalim. Capitelurile colonadei sunt romanice (sfârșit de secol XII) și întruchipează atât motive vegetale și zoologice cât și scena Sfântului Daniel în vizuina leilor. Stilul capitelurilor arată influența meșterilor și artiștilor ce lucrau la Catedrala din Coimbra, catedrală ce a fost construită în aceeași perioadă cu biserica rotundă.
Pilaștrii octogonului central și pereții galeriei sunt ornați cu statui policolore de sfinți și îngeri, totul petrecându-se sub incredibilele copertine gotice, în timp ce pereții și tavanele galeriei sunt pictate cu modele gotice și panouri reprezentând scene din viața lui Hristos. Picturile sunt atribuite pictorului de la curtea Regelui Manuel I, portughezul Jorge Afonso, în timp ce decorul sculptat este atribuit sculptorului flamand Olivier de Gand și spaniolul Hernán Muñoz. Un panou magnific, descriind martiriul Sfântului Sebastian, pictat de către pictorul portughez Gregorio Lopes pentru biserica rotundă, este în prezent expus în Muzeul Național de Artă Antică din Lisabona.
În timpul administrației Prințului Henric Navigatorul (prima jumătate a secolului XV), un naos gotic a fost adosat bisericii rotunde a Mănăstirii, transformând astfel biserica rotundă într-o absidă. Din exterior, naosul dreptunghiular este acoperit de o abundență de motive manueline, inclusiv gargui, pinacle gotice, statui și "funii", care amintesc de parâmele folosite pe nave în timpul Erei Explorărilor, precum și Crucea Ordinului lui Hristos și emblema regelui Manuel I, sfera armilară (astrolab). Așa-numita fereastra a Sălii Capitulare (Janela do Capítulo), o fereastra imensă vizibilă din claustrul Sf. Barbara, se află pe fațada de vest a naosului și poartă cele mai multe motive manueline: simbolurile din Ordinul lui Hristos și ale lui Manuel I, precum și elaborări fantastice și fără precedent de frânghii, corali și motive vegetale. 
O figura umană, în partea de jos a ferestrei reprezintă, probabil, proiectantul, Diogo de Arruda. Această fereastră a mânăstirii constituie una dintre capodopere de decorare manuelină. Mai sus este o fereastră mică circulară și o balustradă. Fațada este împărțită de două brâie de funii înnodate.
Contraforții cu unghi rotund sunt decorați cu jartiere gigantice (aluzie la primire lui Manuel I în Ordinul Jartierei de către regele Henric al VII al Angliei).
Intrarea în biserică se face printr-un portal lateral magnific decorat din abundență cu motive manueline și statui ale Fecioarei cu Pruncul, precum și profeții Vechiului Testament. Acest portal a fost proiectat de João de Castilho în jurul anului de 1530.
În interior, naosul manuelin este conectat la biserica romanică printr-o arcadă. Naosul este acoperit de bolți cu nervuri și decorațiuni frumoase având un cor mare, decorat in stil manuelin care din păcate au fost distruse de invazia trupelor lui Napoleon în secolul al XIX-lea. Sub cor este o cameră care avea rolul de sacristie a bisericii. Fereastra sa este renumita Fereastră a Sălii Capitulare.

Mănăstirea Ordinului lui Hristos - Convento de Cristo
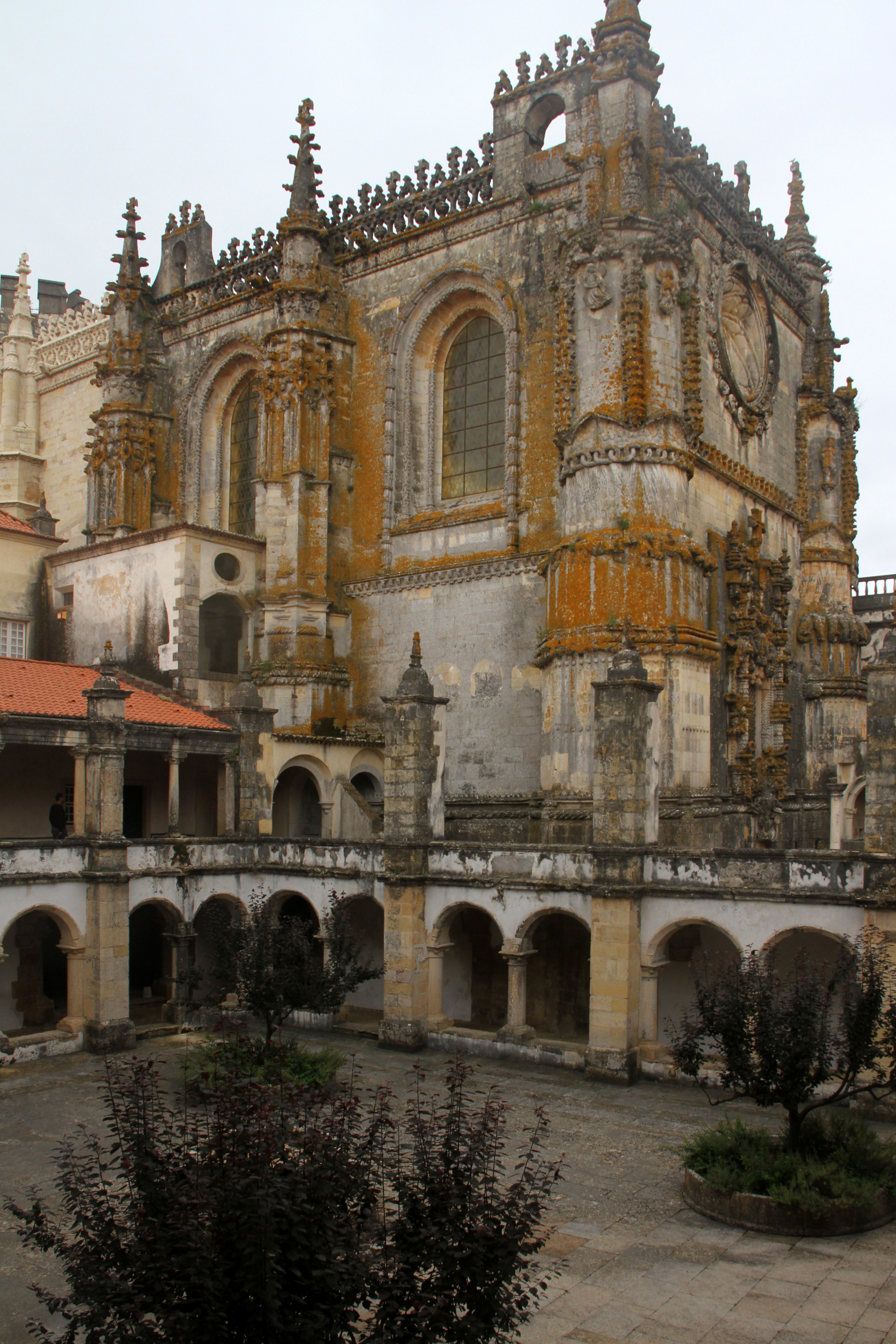
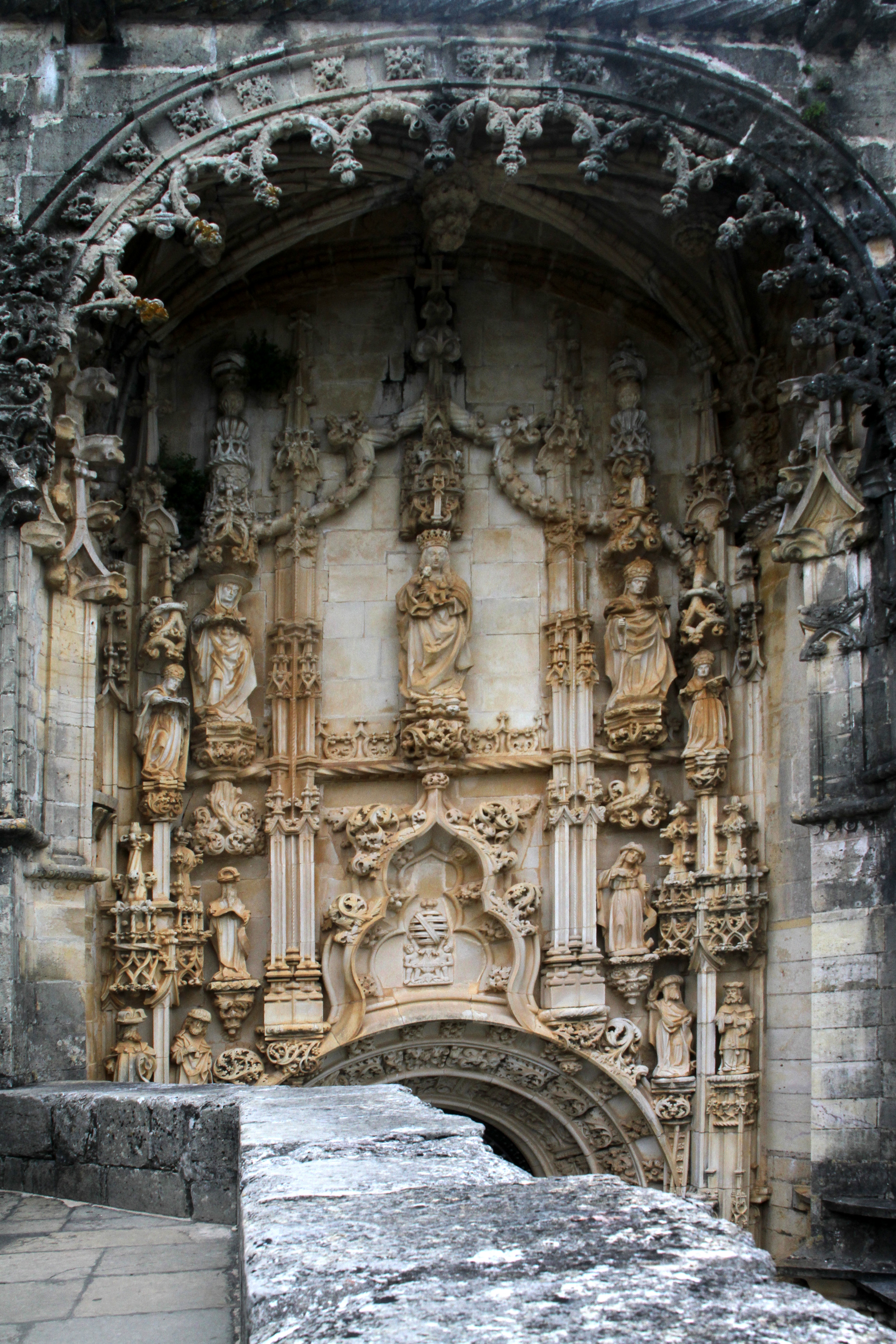
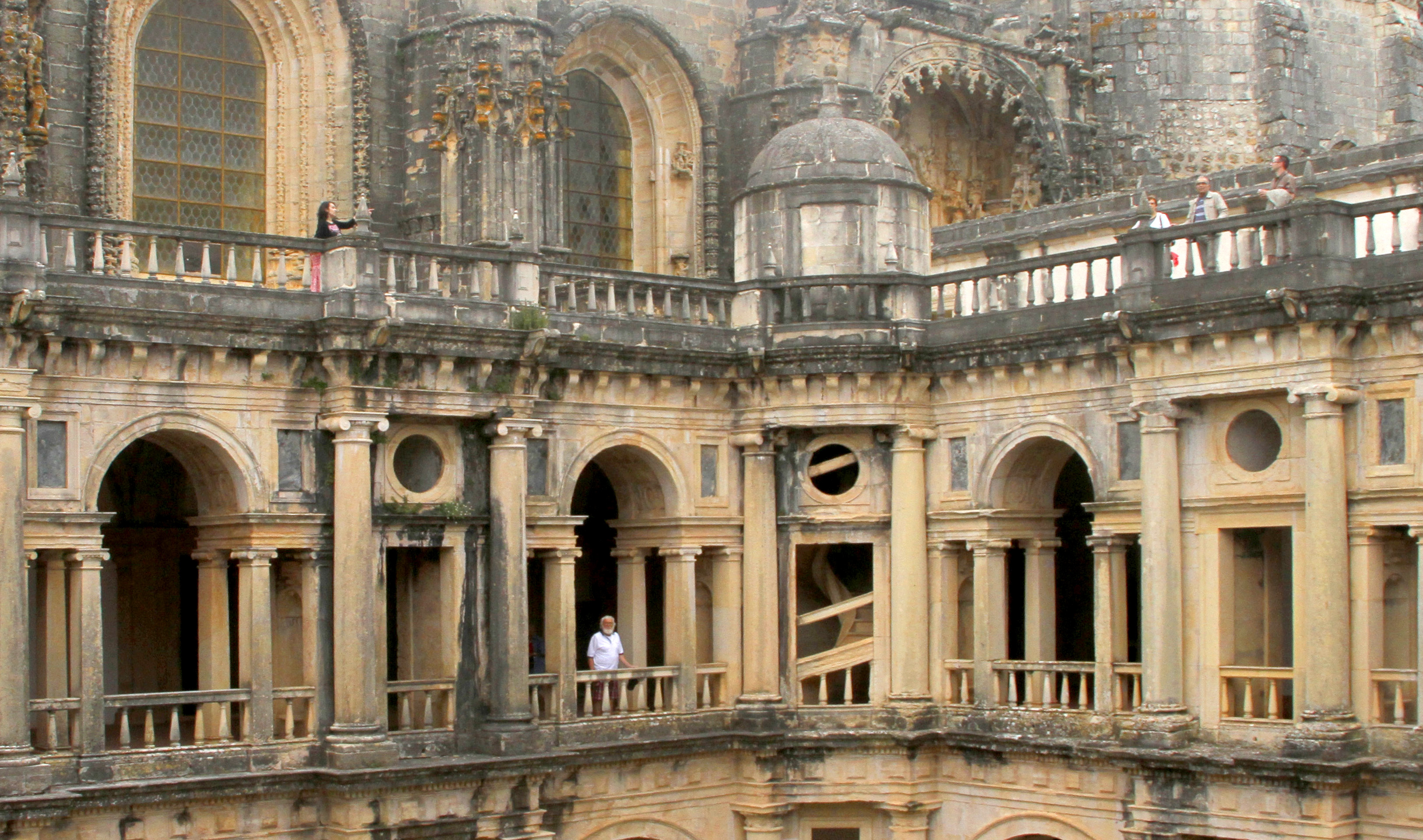
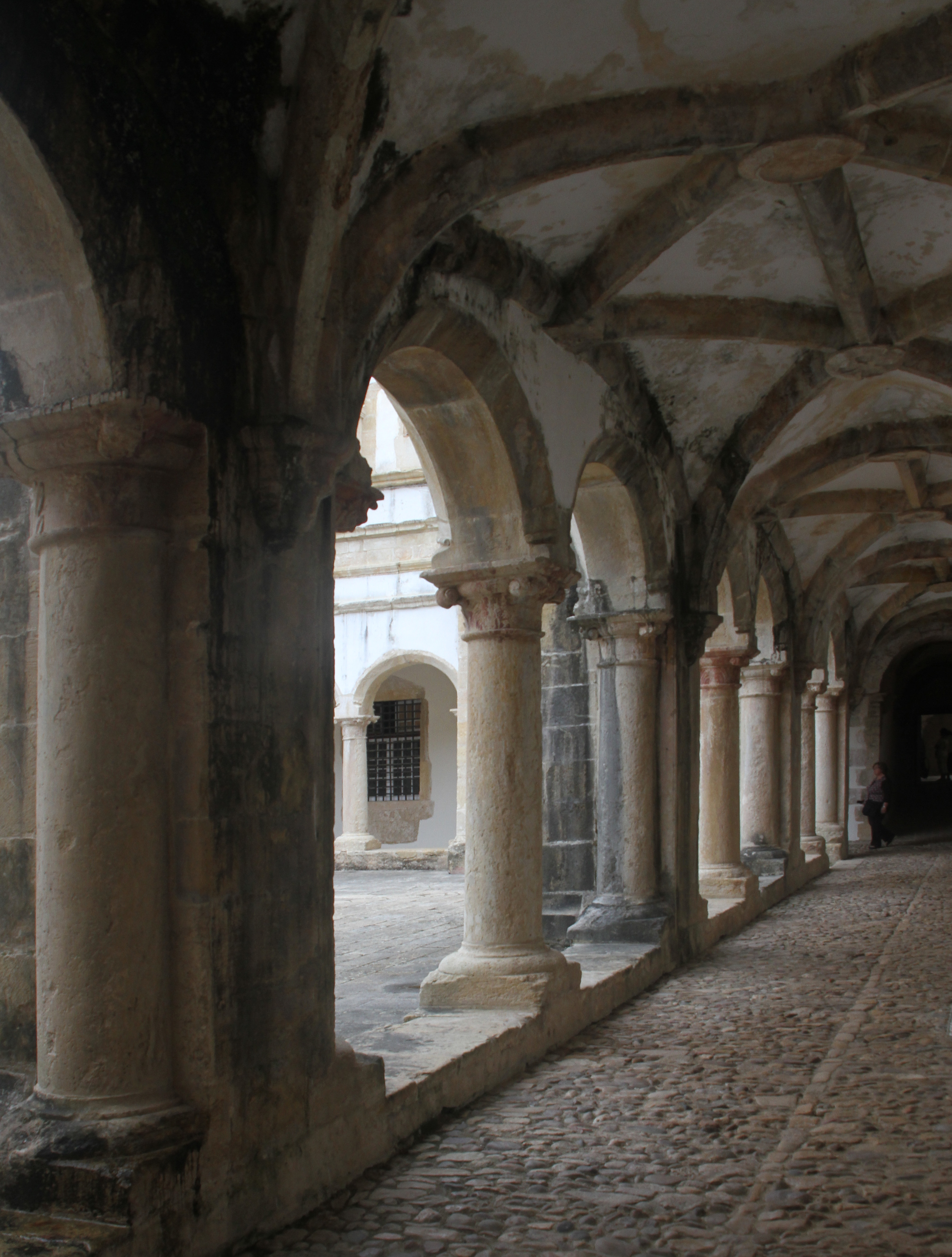
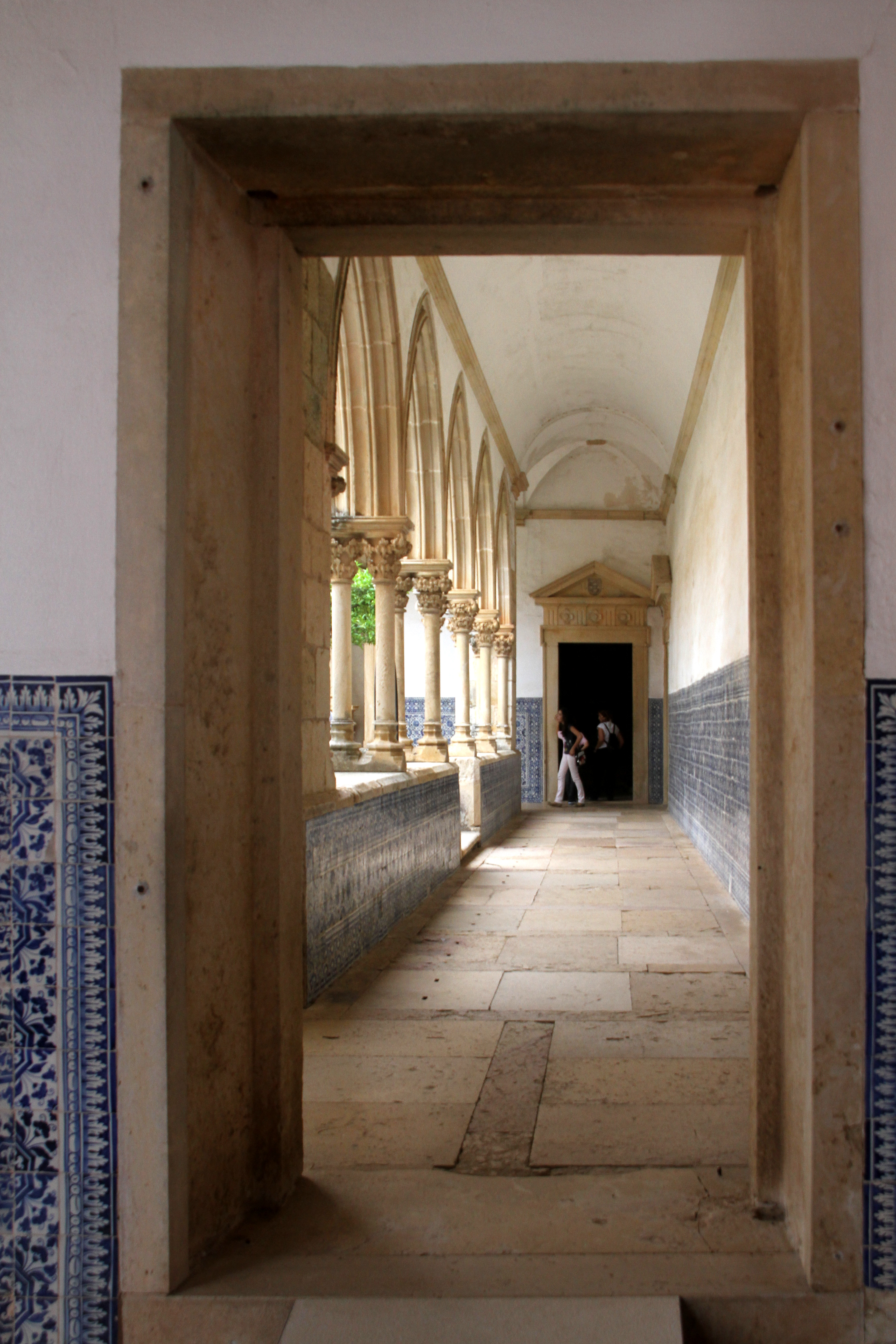
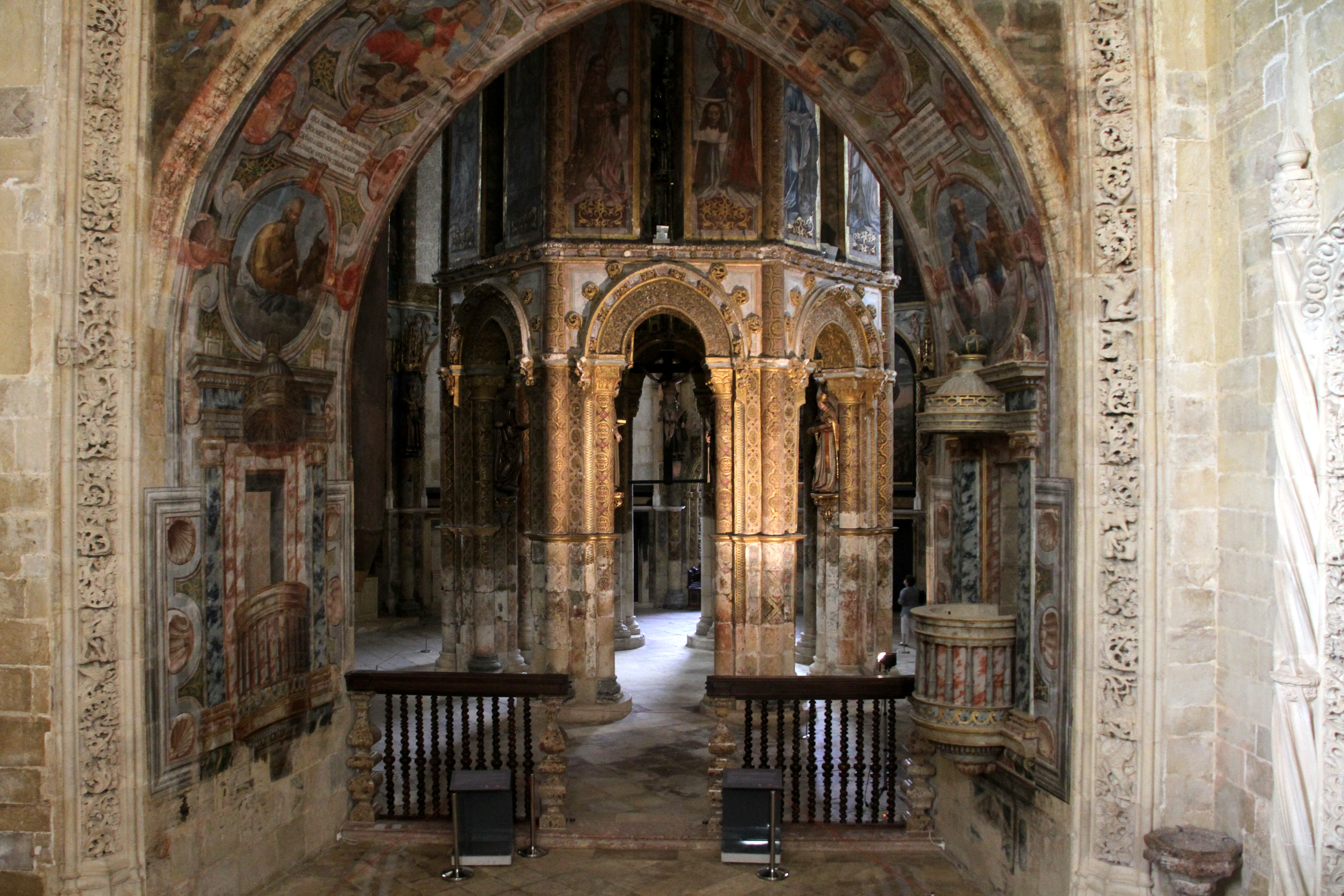
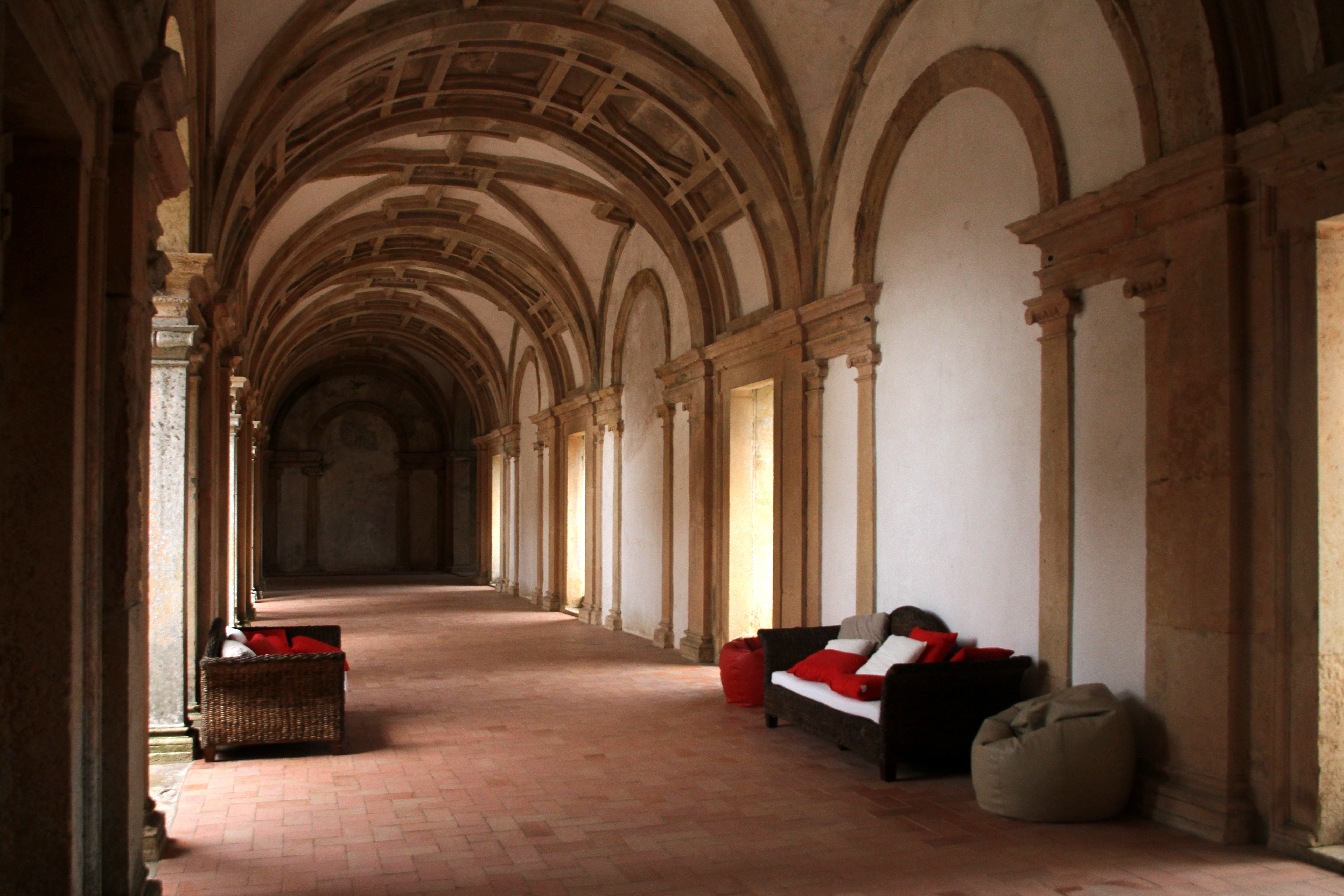
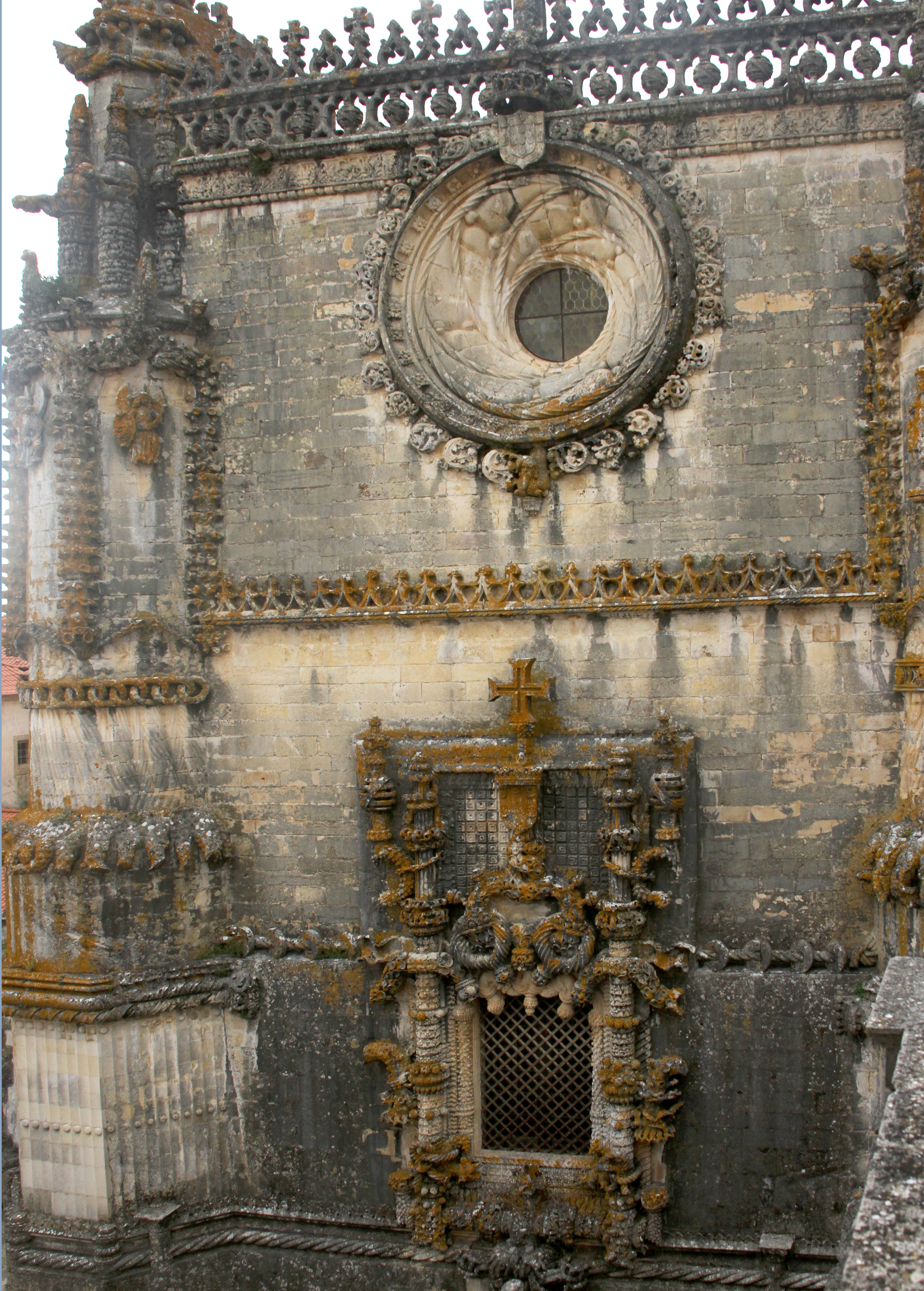